# Вальстрона
Вальстрона (італ. Valstrona, п'єм. Stron-a) — муніципалітет в Італії, у регіоні П'ємонт,  провінція Вербано-Кузіо-Оссола.
Вальстрона розташована на відстані близько 560 км на північний захід від Рима, 95 км на північний схід від Турина, 26 км на південний захід від Вербанії.
Населення — 1268 осіб (2014).
Щорічний фестиваль відбувається 19 березня. Покровитель — San Giuseppe.

## Демографія
Населення за роками:

Станом на 1 січня 2023 року в муніципалітеті офіційно проживало 14 іноземців з 3 країн, серед них 12 громадян України.

## Сусідні муніципалітети
- Анцола-д'Оссола
- Каласка-Кастільйоне
- Кравальяна
- Лорелья
- Массіола
- Орнавассо
- П'єве-Вергонте
- Куарна-Сопра
- Куарна-Сотто
- Римелла
- Саббія
- Варалло